# Kordiljärparakit
Kordiljärparakit (Psittacara frontatus) är en fågelart i familjen västpapegojor inom ordningen papegojfåglar.

## Utbredning och systematik
Fågeln förekommer i sydligaste Ecuador och Peru och delas in i två underarter med följande utbredning:
- P. f. frontatus – Andernas västsluttning i sydvästra Ecuador (Loja) och västra Peru (söderut till Tacna).
- P. f. minor – dalar i Anderna (Río Marañón, Río Pampas) i norra och sydcentrala Peru

Den behandlades tidigare som underart till rödkronad parakit (Psittacara wagleri).

## Status
Den kategoriseras av IUCN som nära hotad.